# Eidechsenfische
Die Eidechsenfische (Synodontidae) sind eine Familie bodenbewohnender kleiner Raubfische. Die Mehrzahl der Arten lebt auf Sandgründen in flachen, tropischen Regionen aller drei Weltmeere, einige auch im Brackwasser.

## Aussehen
Eidechsenfische sind von schlanker, länglicher Gestalt. Sie besitzen keine Flossenstacheln und werden 12 bis 50 Zentimeter lang. Die Räuber haben ein tief gespaltenes Maul mit vielen feinen sehr spitzen Zähnen auch auf der Zunge. Die Anzahl der Branchiostegalstrahlen liegt bei 8 bis 26, die der Wirbel bei 39 bis 67. Die Supramaxillare, ein Knochen des Oberkiefers, ist klein. Die Eidechsenfische aus tieferen Meeresgebieten sind oft kräftig rot gefärbt, Fische aus dem flachen Wasser sind zur Tarnung sandfarben, oft mit einer die Gestalt auflösenden Musterung.

## Ernährung
Eidechsenfische lauern – entweder im Sandboden eingegraben oder zwischen Korallenbruch – auf ihre Beute, die aus kleinen Fischen wie Riffbarschen, Grundeln, Lippfischen aber auch Garnelen oder Tintenfischen bestehen kann. Sie schnappen nach Beute bis zu ihrer eigenen Größe.

## Vermehrung
Über die Vermehrung der Eidechsenfische ist nicht viel bekannt. Im Unterschied zu vielen anderen Eidechsenfischverwandten sind sie keine Hermaphroditen, sondern getrenntgeschlechtlich. Sie laichen im freien Wasser. Die nach zwei bis drei Tagen schlüpfenden transparenten Larven sind extrem langgestreckt. Sie leben zunächst planktisch und nehmen bei einer Größe von 3 bis 3,5 Zentimeter das Bodenleben der erwachsenen Tiere auf.

## Innere Systematik
Es gibt zwei Unterfamilien, fünf Gattungen und über 70 Arten:

### Unterfamilie Synodontinae

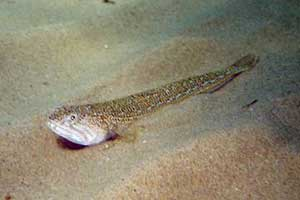
Synodus saurus

Bei den Arten der Unterfamilie Synodontinae werden die Bauchflossen von acht Flossenstrahlen gestützt. Die Rückenflosse besitzt 10 bis 15 Flossenstrahlen, die Afterflosse 8 bis 16 Flossenstrahlen. Eine Fettflosse ist normalerweise vorhanden. Die Schuppen entlang der Seitenlinie sind nicht vergrößert. Die Maximallänge beträgt 60 cm.
- Gattung Synodus

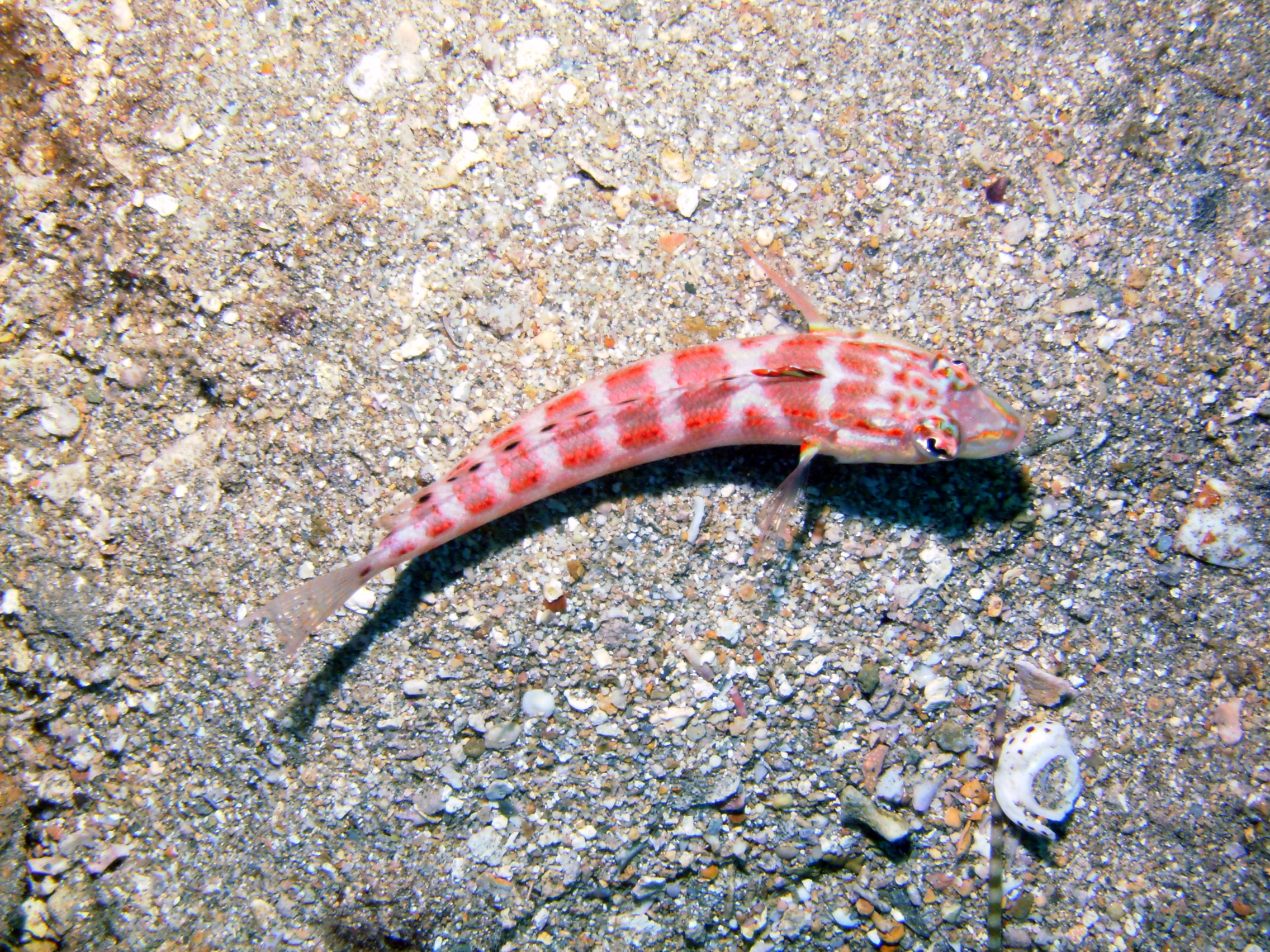
Synodus capricornis

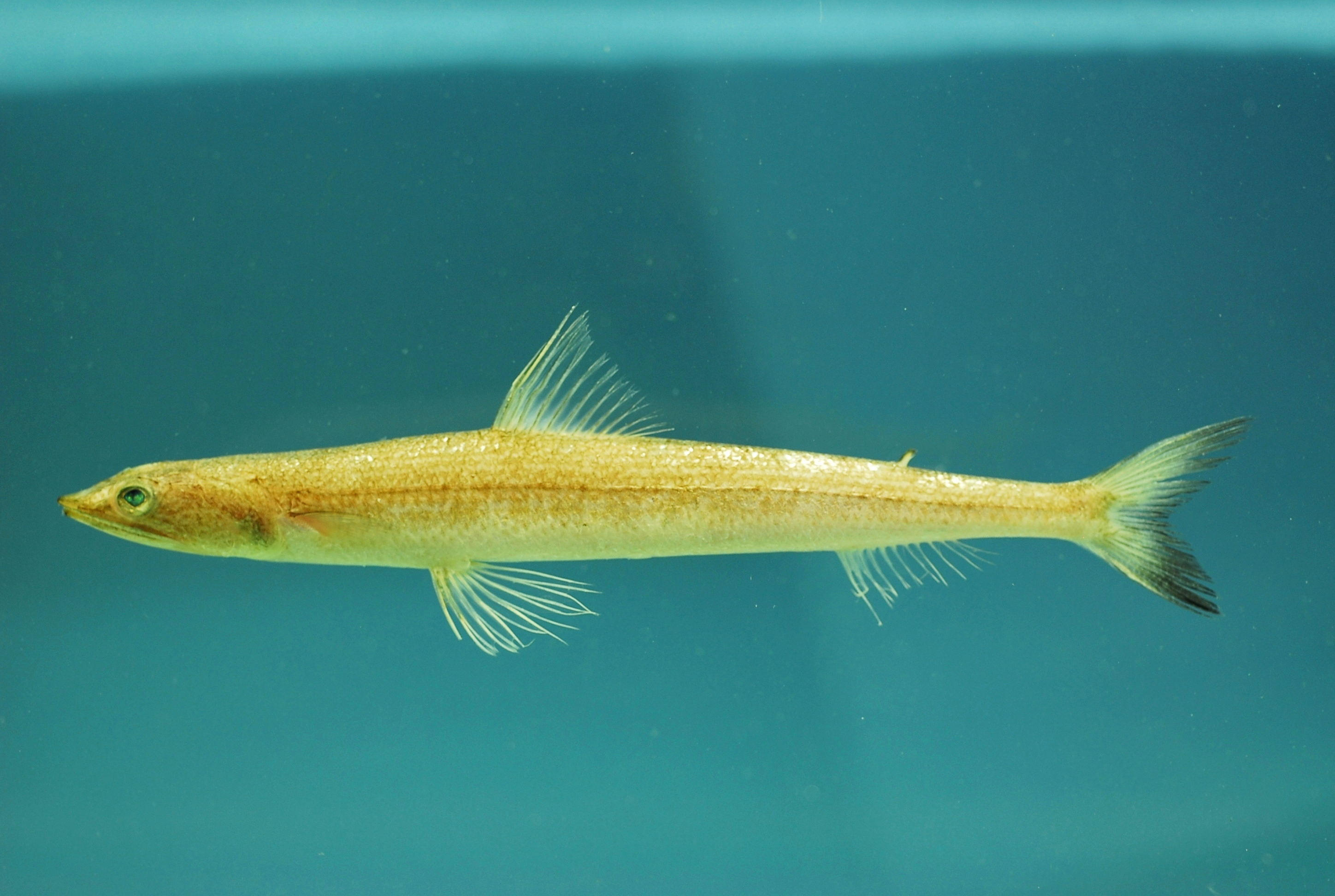
Synodus foetens

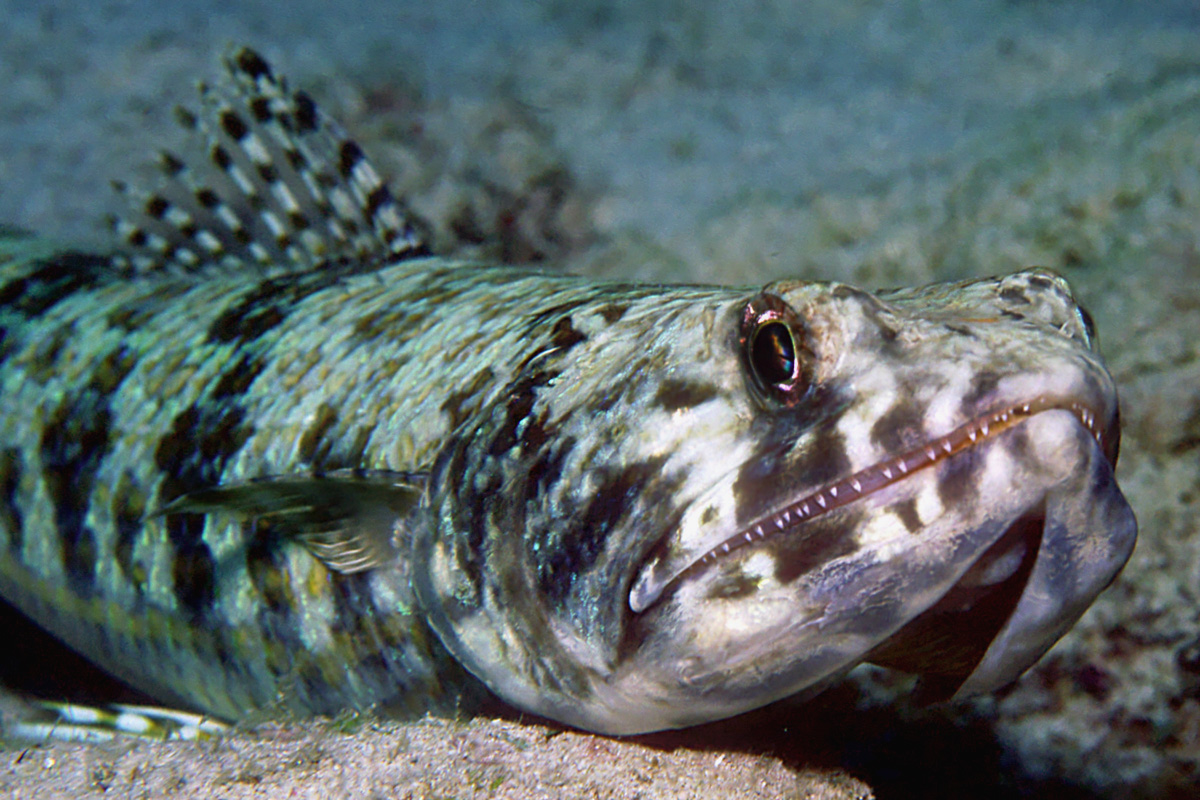
Synodus intermedius

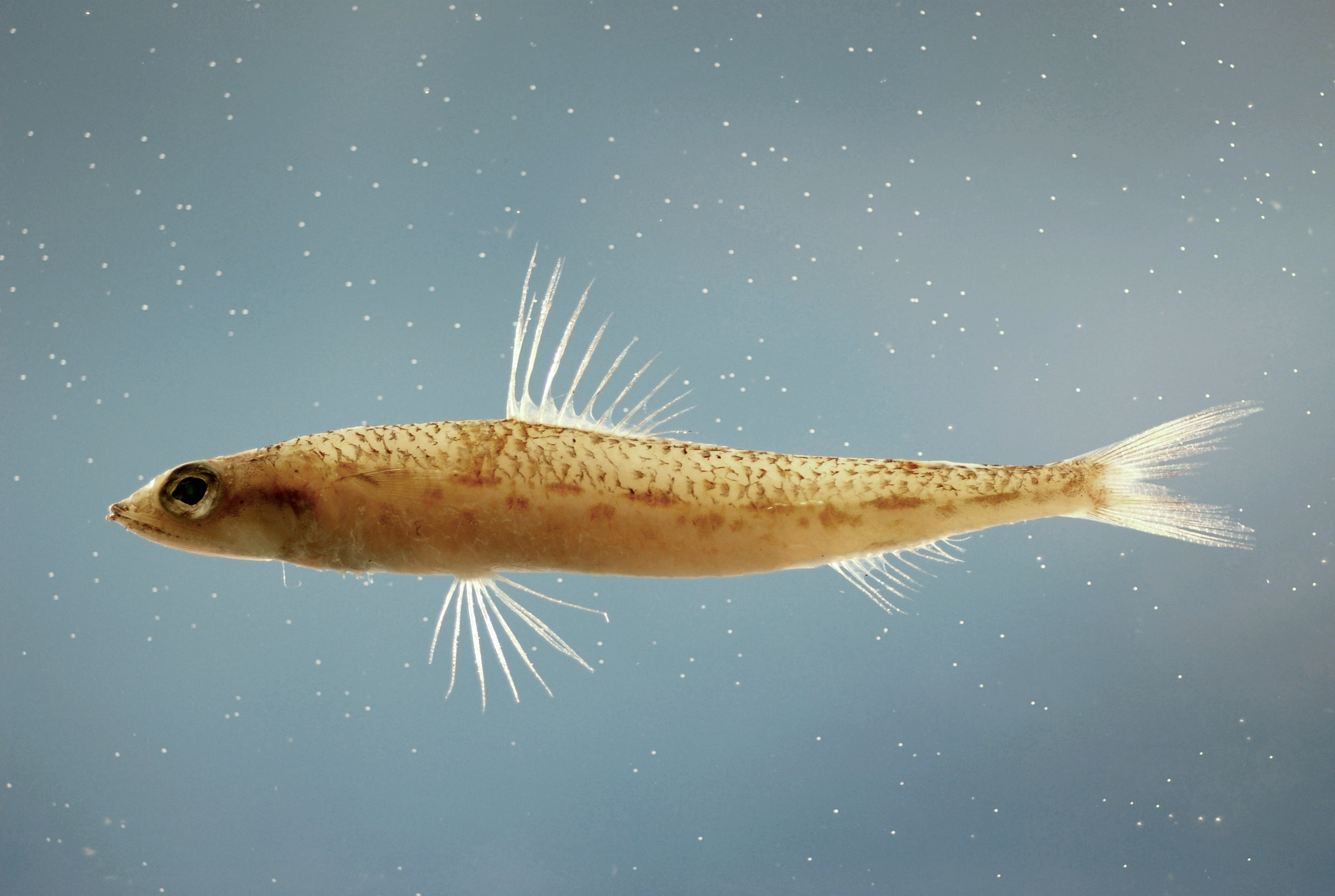
Synodus poeyi

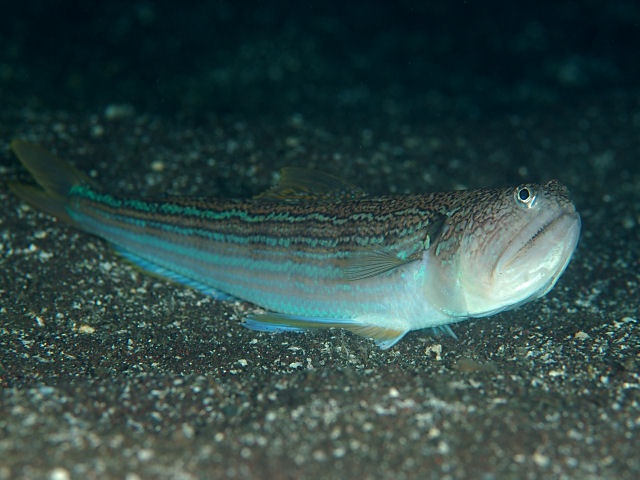
Trachinocephalus trachinus

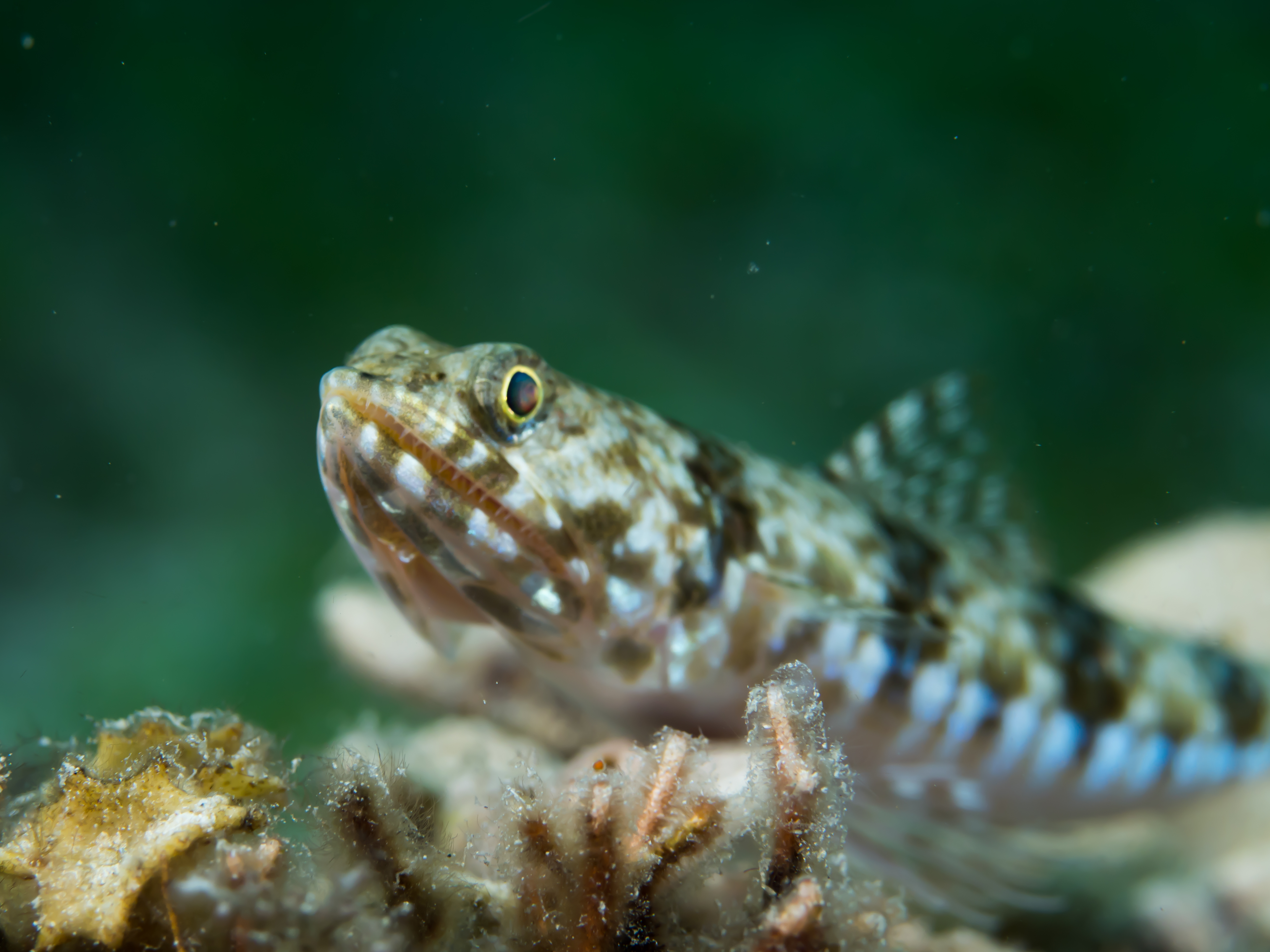
Synodus variegatus

  - Synodus amaranthus Waples & Randall, 1988
  - Synodus binotatus Schultz, 1953
  - Synodus capricornis Cressey & Randall, 1978
  - Synodus dermatogenys Fowler, 1912
  - Synodus doaki Russell & Cressey, 1979
  - Synodus englemani Schultz, 1953
  - Synodus evermanni Jordan & Bollman, 1890
  - Synodus falcatus Waples & Randall, 1988
  - Synodus foetens (Linnaeus, 1766)
  - Synodus fuscus Tanaka, 1917
  - Synodus gibbsi Cressey, 1981
  - Synodus hoshinonis Tanaka, 1917
  - Indischer Eidechsenfisch (Synodus indicus) (Day, 1873)
  - Synodus intermedius (Spix & Agassiz, 1829)
  - Schwanzfleck-Eidechsenfisch (Synodus jaculum) Russell & Cressey, 1979
  - Synodus janus Waples & Randall, 1988
  - Synodus kaianus (Günther, 1880)
  - Synodus lacertinus Gilbert, 1890
  - Synodus lobeli Waples & Randall, 1988
  - Synodus lucioceps (Ayres, 1855)
  - Synodus macrocephalus Cressey, 1981
  - Synodus macrops Tanaka, 1917
  - Synodus macrostigmus  Frable, Luther & Baldwin, 2013
  - Synodus marchenae Hildebrand, 1946
  - Synodus nigrotaeniatus Allen et al., 2017
  - Synodus oculeus Cressey, 1981
  - Synodus pacificus Ho et al., 2016
  - Synodus poeyi Jordan, 1887
  - Synodus randalli Cressey, 1981
  - Rotmarmorierter Eidechsenfisch (Synodus rubromarmoratus) Russell & Cressey, 1979
  - Synodus sageneus Waite, 1905
  - Synodus saurus (Linnaeus, 1758)
  - Synodus scituliceps Jordan & Gilbert, 1882
  - Synodus sechurae Hildebrand, 1946
  - Synodus similis McCulloch, 1921
  - Synodus synodus (Linnaeus, 1758)
  - Synodus tectus Cressey, 1981
  - Synodus ulae Schultz, 1953
  - Synodus usitatus Cressey, 1981
  - Synodus variegatus (Lacepède, 1803)
- Gattung Trachinocephalus
  - Trachinocephalus atrisignis Prokofiev, 2019
  - Trachinocephalus gauguini Polanco et al., 2016
  - Trachinocephalus myops (Forster, 1801)
  - Trachinocephalus trachinus Temminck & Schlegel, 1846

### Unterfamilie Harpadontinae
Die Arten der Unterfamilie Harpadontinae kommen nur im Indopazifik vor. Ihre Köpfe laufen weniger spitz zu als bei der Unterfamilie Synodontinae und sie besitzen mehr Zähne. Ihre Bauchflossen werden von neun Flossenstrahlen gestützt. Rücken- und Afterflosse besitzen 9 bis 15 Flossenstrahlen. Bei der sekundär pelagischen Gattung Harpadon, die auch in Brackwasserregionen wandert, sind Kopf und Körper mit Ausnahme eines Teils des Hinterkörpers und der Schuppen entlang der Seitenlinie schuppenlos. Harpadon hat eine, Saurida zwei Supramaxillare.
- Gattung Harpadon

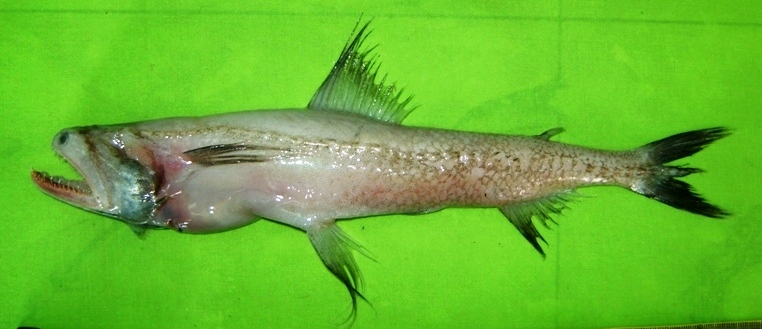
Harpadon nehereus

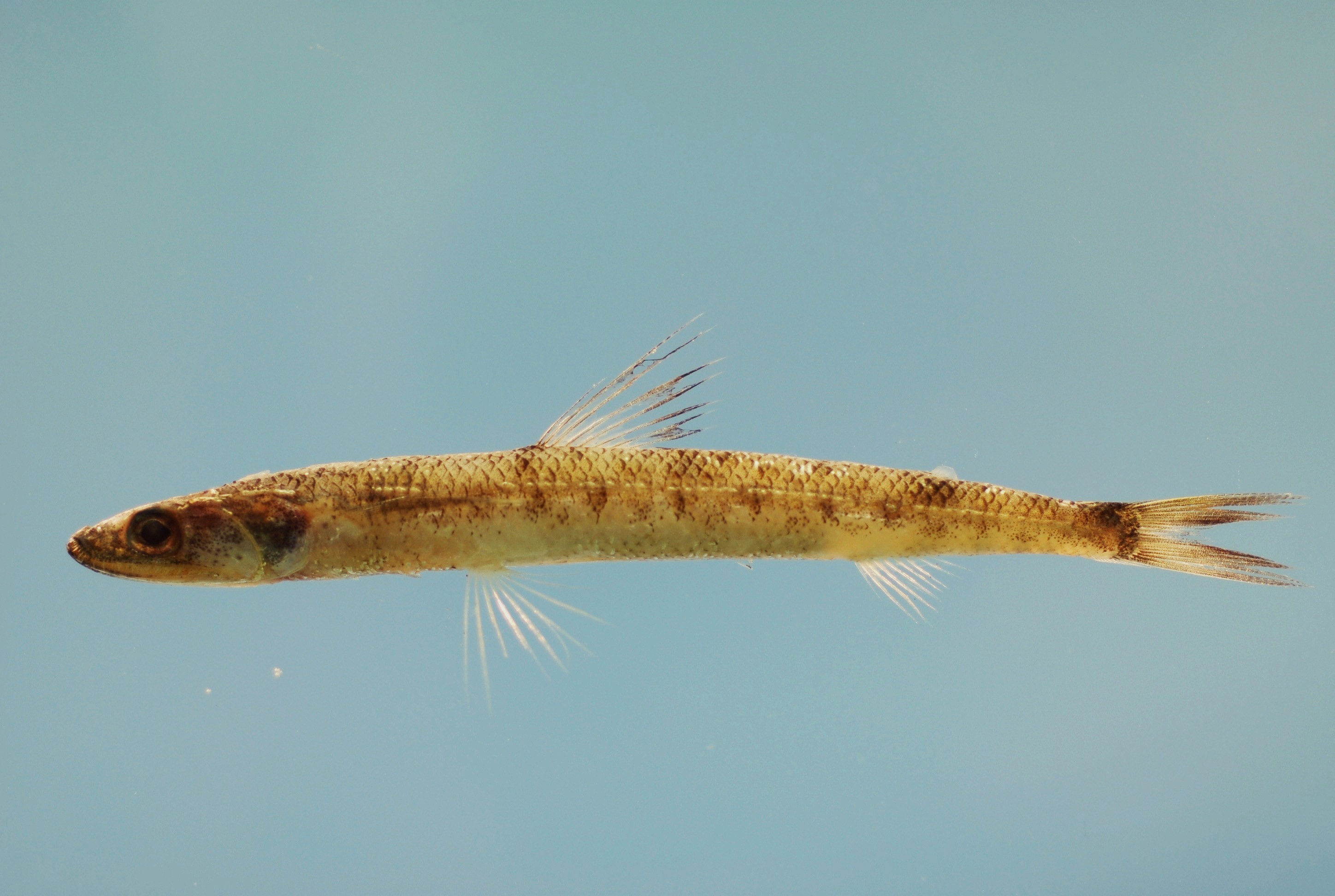
Saurida caribbaea

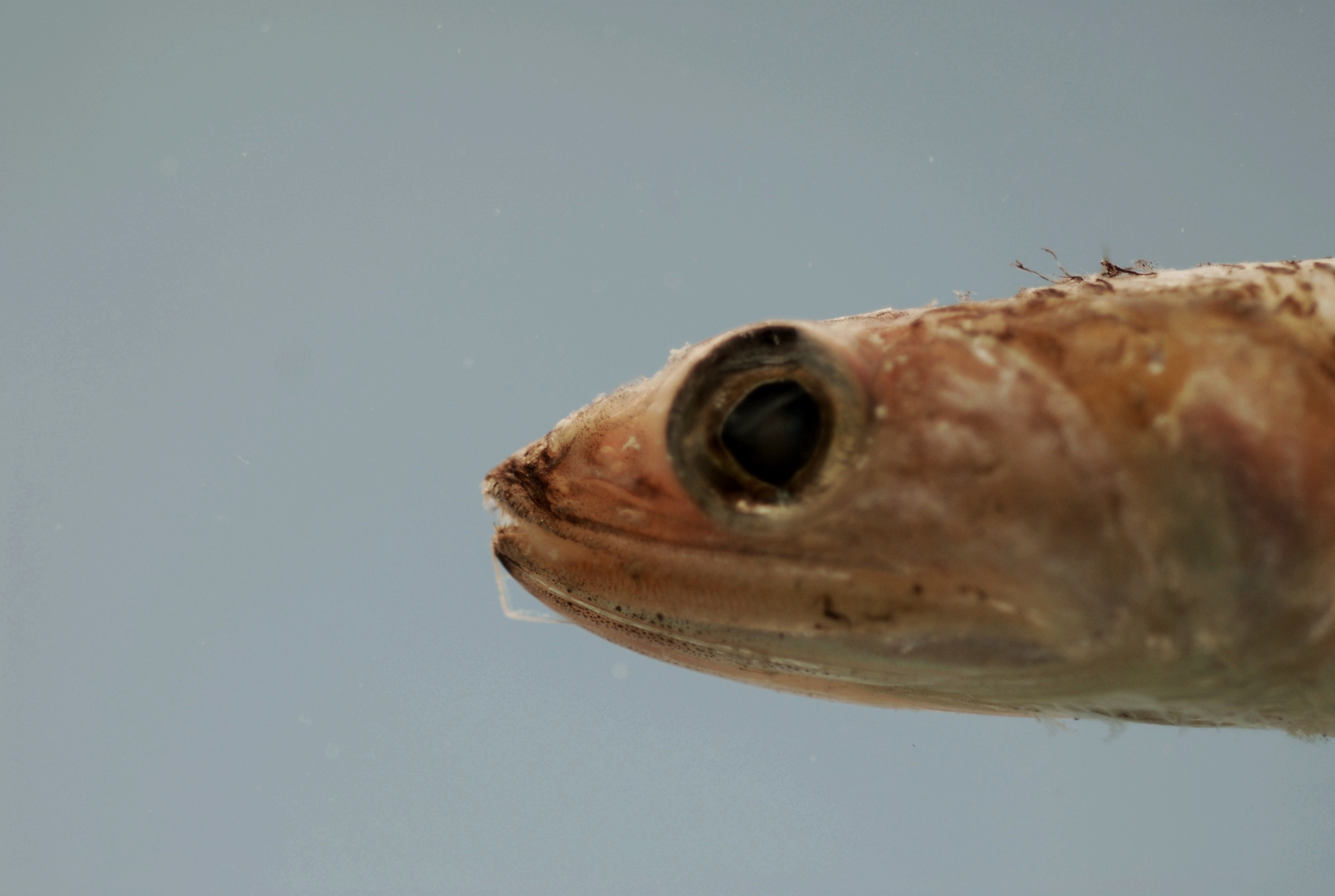
Kopf von Saurida normani

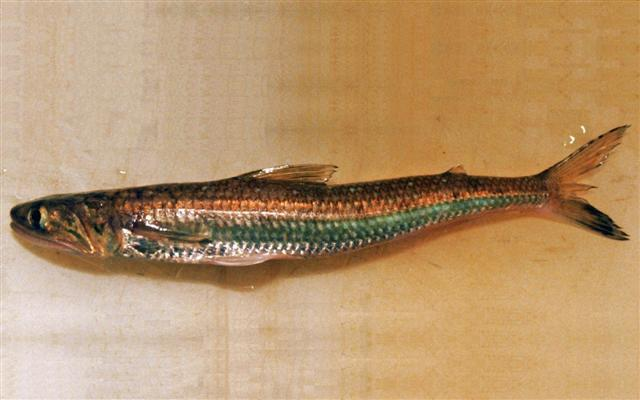
Saurida undosquamis

  - Harpadon erythraeus Klausewitz, 1983
  - Harpadon microchir Günther, 1878
  - Harpadon nehereus (Hamilton, 1822)
  - Harpadon nudus Ganga & Thomas, 2015
  - Harpadon squamosus (Alcock, 1891)
  - Harpadon translucens Saville-Kent, 1889
- Gattung Saurida
  - Saurida argentea Macleay, 1881
  - Saurida brasiliensis Norman, 1935
  - Saurida caribbaea Breder, 1927
  - Saurida elongata (Temminck & Schlegel, 1846)
  - Saurida filamentosa Ogilby, 1910
  - Hawaii-Eidechsenfisch (Saurida flamma) Waples, 1982
  - Graciler Eidechsenfisch (Saurida gracilis) (Quoy & Gaimard, 1824)
  - Saurida grandisquamis Günther, 1864
  - Saurida isarankurai Shindo & Yamada, 1972
  - Saurida lessepsianus Russell et al., 2015
  - Saurida longimanus Norman, 1939
  - Saurida microlepis Wu & Wang, 1931
  - Saurida micropectoralis Shindo & Yamada, 1972
  - Saurida nebulosa Valenciennes, 1850
  - Saurida normani Longley, 1935
  - Saurida pseudotumbil Dutt & Sagar, 1981
  - Saurida suspicio Breder, 1927
  - Saurida tumbil (Bloch, 1795)
  - Saurida tweddlei Russell, 2015
  - Saurida umeyoshii Inoue & Nakabo, 2006.
  - Bürstenzahn-Eidechsenfisch (Saurida undosquamis) (Richardson, 1848)
  - Saurida wanieso Shindo & Yamada, 1972